# Claude Bellanger
Pour les articles homonymes, voir Bellanger.
Claude Bellanger est un journaliste français né le 2 avril 1910 au Mans et mort le 13 mai 1978 dans le 16e arrondissement de Paris.

## Biographie
Il effectue ses études supérieures à Poitiers, participe à l'Union nationale des étudiants de France dont il crée en 1930 l'Office de presse universitaire. Il commence dès cette époque à s'intéresser à la presse  en publiant ses premiers articles au Petit courrier d'Angers à la fin des années 1920. Il occupe de 1935 à 1939 le poste de  secrétaire général administratif de la Ligue de l'Enseignement, en même temps que celui de directeur de l'Action laïque, et collabore à La Lumière à partir de 1938. Il sera également directeur du Centre d'entr'aide aux étudiants mobilisés jusqu'en 1944.
Résistant, il était proche de François Mitterrand. Il fut avec Émilien Amaury l’un des fondateurs du Parisien libéré dont il assura la direction générale. Il a été vice-président de l'Agence France-Presse et président de la Fédération Internationale des Éditeurs de journaux.
Il a épousé l’écrivain Christine Arnothy, fille d'immigrés hongrois, en 1964 après l'avoir rencontrée dix ans plus tôt.
Le couple fait scandale dans la France gaulliste. D'une part parce qu'il s'est construit sur deux divorces, d'autre part parce que Christine Arnothy est nettement plus jeune que Claude Bellanger. Elle raconte que lors d'une réception à l'Élysée, malgré l'avis désapprobateur de Mme De Gaulle, le président lui avait baisé la main en la regardant à peine puis, se tournant vers Bellanger, lui aurait déclaré : « Vous avez raison, Bellanger ».
Il est lauréat de la plume d'or de la liberté 1979.
Sa collection de presse d’environ 80 000 documents a été transportée en Suisse. Elle est devenue la Fondation Claude Bellanger à Martigny (Valais). Un de ses fils, le juriste François Bellanger, professeur à l'Université de Genève, gère cette collection inaugurée le 15 septembre 1989 par François Mitterrand en présence du président suisse Jean-Pascal Delamuraz. Il a prononcé l'éloge de Claude Bellanger à cette occasion.
Claude Bellanger est aussi le père de Pierre Bellanger, fondateur de la radio Skyrock.

## Œuvres
- Histoire générale de la presse française. De 1940 à 1968, t. IV, PUF, 1975

- Prix Marie-Eugène Simon-Henri-Martin 1977 de l’Académie française (avec Jacques Godechot, Pierre Guiral et Fernand Terrou)
- Relations amoureuses, récits personnels
- Presse clandestine 1940-1944, Armand Colin, 1961
- La presse des barbelés avec Roger Debouzy

- Prix Montyon 1951 de l’Académie française

## Distinction
Médaille de la Résistance française avec rosette (décret du 25 avril 1946)